# Katarzyna Skrzyńska

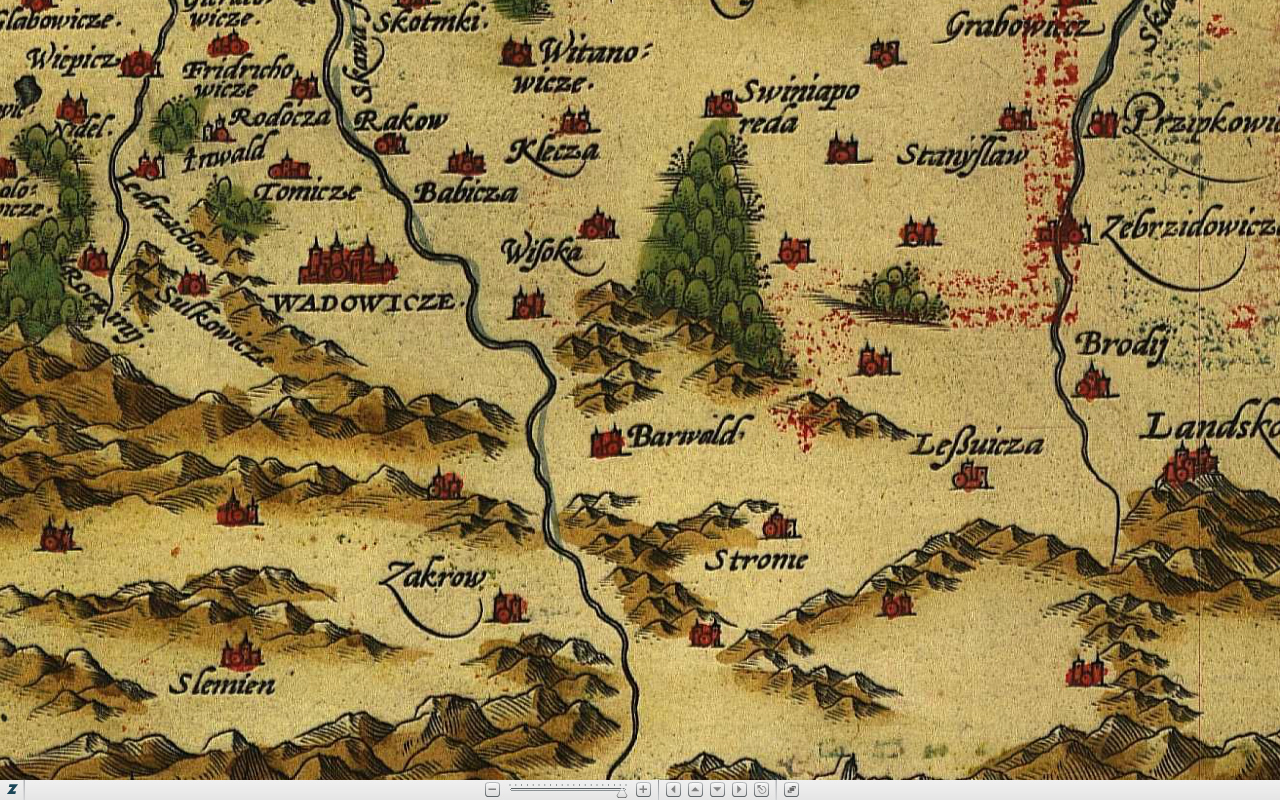
Okolice Barwałdu na mapie Abrahama Orteliusa (1590)

Katarzyna Skrzyńska z domu Słupska herbu Drużyna – polska szlachcianka, właścicielka zamku Barwałd i okolicznych dóbr, przywódczyni zbójców.

## Życiorys
Katarzyna Skrzyńska urodziła się jako Katarzyna Słupska herbu Drużyna. Wyszła za mąż za Włodka Skrzyńskiego h. Łabędź, członka bogatego rodu szlacheckiego wywodzącego się ze Skrzynna na Mazowszu. Rodzina Skrzyńskich posiadała dobra w okolicach Radomia oraz zamki Bytcza i Lietawa na ówczesnych Węgrzech. W 1445 Włodek Skrzyński i Katarzyna otrzymali od swojego krewnego, sławnego rycerza Mszczuja ze Skrzynna, w zastaw zamek w Barwałdzie wraz ze wsiami Zakrzów, Chocznia, Barwałd Dolny, Jaroszowice, Leśnica, Stanisław, Stronie, Zebrzydowice oraz lasem w Ochodzy. Posiadłości te były królewszczyzną, a Mszczuj odstąpił je krewnym w zamian za 3000 czerwonych złotych węgierskich. Już 3 lata później Włodek przekazał większość tego majątku swojej żonie za tę samą cenę.
Barwałd znajdował się na pograniczu Królestwa Polskiego. W XV wieku w tych okolicach dość rozpowszechniona była działalność rycerzy-rozbójników, zwanych też raubritterami. Rozbój stał się jednym z głównych źródeł dochodu również dla Skrzyńskich. Wykorzystując położenie swoich własności, wraz z podległymi sobie rycerzami, Skrzyńscy napadali na kupców przejeżdżających przez Barwałd i dolinę Soły, organizowali napady na bardziej odległe od Barwałdu wsie, rabowali również kościoły. Katarzyna Skrzyńska zajmowała się rozbojem początkowo wspólnie z mężem, a po jego śmierci (ok. 1455) samodzielnie dowodziła oddziałem rozbójników. W 1451 r. król Kazimierz Jagiellończyk wysłał przeciwko Skrzyńskim podkomorzego krakowskiego Piotra Szafrańca (syna Piotra Szafrańca Młodszego, również rozbójnika), który bez skutku oblegał zamek w Barwałdzie.
Jeden z najlepiej udokumentowanych napadów dokonanych przez Katarzynę miał miejsce w 1457 roku. Wówczas grupie ośmiu zbójców niższego stanu, uwięzionych na zamku w Oświęcimiu, udało się uwolnić z lochu i opanować część tego zamku. Podstarości oświęcimski Jan Synowiec rozpoczął negocjacje ze zbójcami i zgodził się ich wypuścić wolno, jeśli pozostawią zamek nienaruszony. Obiecał przy tym zwrócić im ich konie i broń, i dodać do tego 200 czerwonych złotych. Zbójcy wkrótce opuścili Oświęcim z dobytkiem i pieniędzmi. Katarzyna Skrzyńska, dowiedziawszy się o tym, napadła na uciekinierów wraz ze swoją grupą, zabiła ich i ograbiła.
Pomimo swojej przestępczej działalności, Katarzyna Skrzyńska w późniejszym okresie swojego życia pozostawała w dobrych stosunkach z dworem królewskim. W 1456 r. Kazimierz Jagiellończyk zwolnił ją i jej zamek od obowiązków wojskowych na rzecz króla. Postać Katarzyny Skrzyńskiej obrosła wieloma legendami, nie zachowały się jednak żadne pewne dokumenty dotyczące późniejszego okresu jej życia oraz momentu i okoliczności śmierci Katarzyny. Wiadomo, że miała dwóch synów – Jana i Włodka.

## Legenda
Do powstania jej legendy przyczyniły się znacznie Roczniki Głogowskie z 1493 r., opisujące ją jako nieustraszoną i groźną kobietę o niezwykłej sile fizycznej, posługującą się z wielką wprawą mieczem i kuszą, świetniej jeżdżącej konno. Według Roczników Katarzyna całkowicie przytłaczała charakterem swojego męża, który miał pozostawać w zamku i pilnować go w czasie, gdy Katarzyna dokonywała zbójeckich napadów. Miała na czele bandy zbójców napadać nie tylko na kupców i podróżnych, ale też i na okoliczne wsie i miasta, łącznie z Kętami i Zatorem. Skrzyńska przerywała do swego czasu prowadzenie zbójeckich wypraw tylko wtedy, gdy miała rodzić dzieci, i po narodzinach kolejnych potomków powracała do rozbójniczego rzemiosła. Legenda głosi, że na zamku w Barwałdzie Katarzyna zajmowała się również fałszowaniem królewskich monet.
Legendę dotyczącą okoliczności pojmania Skrzyńskiej podaje badacz tych okolic, Józef Łepkowski, cytując kronikę klasztoru Bernardynów w Kalwarii Zebrzydowskiej. Według zanotowanej przez niego opowieści, król Kazimierz Jagiellończyk, rozgniewany poczynaniami Katarzyny, miał nakazać burgrabiemu (prefektowi) zamku w Lanckoronie schwytanie przestępczyni. Zanim burgrabia zdążył podjąć jakikolwiek plany, o królewskim nakazie dowiedziała się sama Katarzyna. Zdecydowała się zaprosić burgrabiego do Barwałdu, spoić winem i podstępem zgładzić. Burgrabia przyjął zaproszenie, lecz nakazał swoim sługom otoczyć potajemnie barwałdzki zamek. Rozpoczęła się uczta, w trakcie której jednak ani pochlebne słowo Włodkowej, ani dolewany ciągle napój nie zdołały odurzyć przytomności umysłu prefekta, upatrzyła Włodkowa porę i nie zwłócząc dłużej, uderzyła sztyletem w pierś swojej ofiary. Bóg chciał, by zbrodnia ta była ostatnią ze spełnionych w murach Berwałdu: sztylet ześliznął się po ukrytym pod zwierzchnią odzieżą pancerzu. Na dany znak przez prefekta uderzyli na zamczysko jego słudzy zbrojni, a wnet Włodkowa i jej zgraja leżeli powiązani na wozach.
Kolejne legendy podają wiele różnych miejsc domniemanego stracenia Skrzyńskiej, jak również wiele wymyślnych sposobów przeprowadzenia tej egzekucji. Łepkowski zapisał, że Katarzyna została spalona na stosie na krakowskim rynku. Inne źródła podają, że zdarzyło się to na rynku w Żywcu. Miała też być rozerwana końmi na rynku w Oświęcimiu, lub zrzucona z zamku Wołek w beczce nabijanej gwoździami. Według tej opowieści, zamek Wołek w chwili śmierci Włodkowej zapadł się pod ziemię razem ze skarbami, które w nim ukryła.